# ТМ-83
ТМ-83 — советская противотанковая противобортовая мина, предназначенная для выведения из строя колесной и гусеничной бронетехники противника ударным ядром с бокового ракурса в борт. Допускает установку в управляемом и неуправляемом вариантах.

## Конструкция и принцип работы
Устанавливается только вручную, при этом транспортировочный ящик используется как основание. Снабжена двумя датчиками цели: сейсмическим (для экономии электроэнергии в режиме ожидания) и инфракрасным. При приближении цели сейсмический датчик включает ИК-детектор и переводит мину в боевое положение. При появлении теплового излучения цели в поле зрения ИК-детектора мина срабатывает на подрыв. Если ИК-детектор не смог обнаружить цель в течение трех минут, то мина опять переходит в режим ожидания.

## Тактико-технические характеристики
Мина обладает следующими ТТХ:
- тип — кумулятивная противобортовая;
- масса:
общая — 20,4 кг,
взрывателя — 2,7 кг
заряда ВВ (ТГ-40/60) — 9,6 кг.
- габаритные размеры в боевом положении:
диаметр — 250 мм,
высота — 440 мм;
- чувствительность сейсмодатчика (на танк) — 200—250 м;
- чувствительность ИК-детектора (на танк) — 90—120 м;
- взрыватель запасного варианта — МВЭ-72;
- рабочая длина провода датчика цели МВЭ-72 — 60 м;
- диаметр создаваемой пробоины — 80 мм в броне толщиной 100 мм на расстоянии 50 м;
- время боевой работы — не менее 30 суток;
- температурный диапазон применения — от −30 °C до +50 °C.